# 九龍區專線小巴85線
九龍區專線小巴85線是一條已停辦的九龍專線小巴路線，由新興運有限公司營辦，往來譽‧港灣及又一村（又一城）。此路線的客運營業證編號為19435C。

## 歷史
- 2009年12月18日：運輸署公開招標4組共5條專線小巴路線，其中往來譽‧港灣的兩條路線（分別往來又一村（又一城）及觀塘市中心）被編入同一組。[2]
- 2011年8月28日：往來又一村（又一城）的路線投入服務，編號為85，當時由國佳有限公司營辦[3]。
- 2012年11月：由於長期虧蝕，本路線原擬於11月15日和84線一起停止服務，後改為延至12月1日停止服務。[4]11月尾改為只有84線停止服務，而本線則繼續營辦[5]。
- 2014年8月31日：調整票價。[6]
- 2016年7月12日：改由新興運有限公司接辦。
- 2016年11月25日：此路線被運輸署刊憲重新招標。[7]
- 2018年3月1日：本路線停止服務，由同公司開辦的25B線取代。

## 服務時間及班次
- 譽‧港灣開：0630-2330
- 又一村（又一城）開：0645-2345
  - 班次：6-8分鐘一班

## 收費
- 全程收費：$7.0（殘疾人士登記證持有人及65歲或以上長者優惠收費$5.5）
  - 譽‧港灣往大成街：$4.5
  - 譽‧港灣往樂富廣場：$5.5
  - 大成街往樂富廣場：$4.5
  - 大成街 往又一村（又一城）：$5.5
  - 樂富廣場往又一村（又一城）：$4.0
  - 又一村（又一城）往沙田坳道（現崇山）：$5.5
  - 聯合道往譽‧港灣：$4.5
  - 沙田坳道往譽‧港灣：$4.0

（此線所有車輛均接受八達通卡付款；不設找續；若繳付短程分段收費，請通知車長調校八達通機。）

## 行車路線
- 譽‧港灣開：經譽‧港灣公共運輸交匯處通道、景福街、崇齡街、爵祿街、大成街、東頭村道、鳳舞街、杏林街、聯合道、窩打老道、歌和老街及達之路。

- 又一村（又一城）開：經達之路、歌和老街、窩打老道、聯合道、杏林街、鳳舞街、東頭村道、沙田坳道、彩虹道、爵祿街、景福街及譽‧港灣公共運輸交匯處通道。

### 走線圖

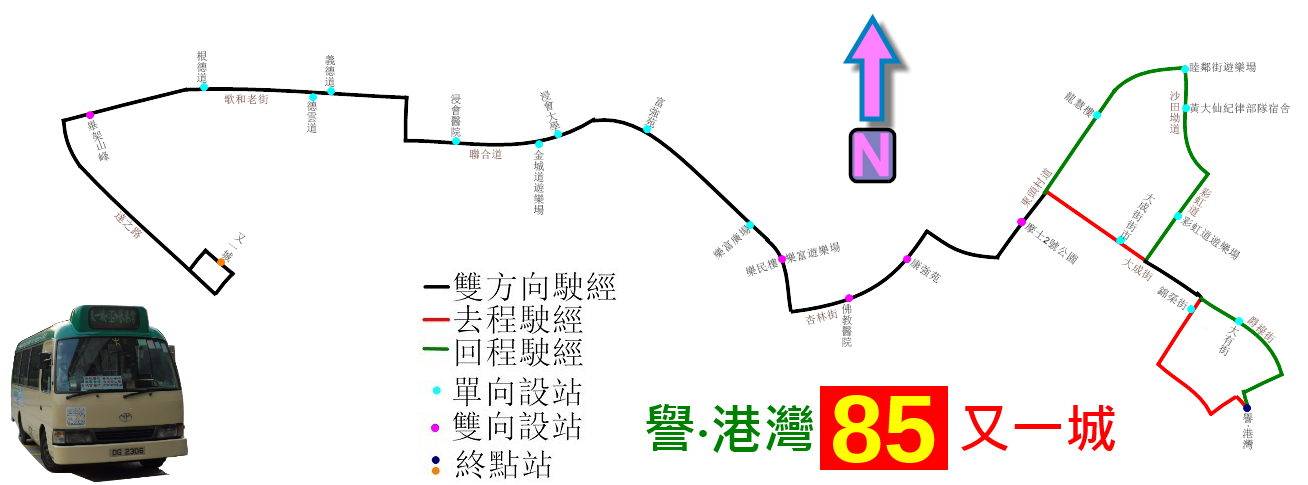